# 이호 (법조인)
이호(李澔 1914년 2월 7일 ~ 1997년 5월 24일)는 검사를 지낸 법조인, 법률가이며 대한민국의 정치인, 육군 준장이었다.
광복 후에도 1946년~1948년 검사로 활동하다가 1949년 내무부 경찰부서인 치안국장을 역임하고 1949년부터는 군인으로 활동하다가 1955년 준장으로 예편했다. 1954년 국방부 차관을 역임하고 1955년 예편 후 이승만 정권의 법무부 장관, 허정 과도내각 내무부장관 1968년 박정희 정권에서 다시 법무부장관 등을  지냈다. 1971년~1973년에는 주일본 한국대사를 역임했다.

## 생애
경상북도 영천에서 지주의 아들로 태어났다. 가정 형편이 부유하였기에 일찍 일본으로 유학하여 리츠메이칸중학을 거쳐 사가고등학교를 졸업한 뒤 도쿄제국대학 법학부에 입학했다. 그는 이 학교에 재학 중이던 1939년에 이미 일본 고등문관시험 사법과에 합격한 수재였다.
도쿄제국대학 졸업 후 귀국하여 경성지방검찰청 검사, 경성고등검찰청 검사로 일했고, 광복 후에도 경력을 인정받아 서울고등검찰청 검사(1946), 대검찰청 검사(1948), 내무부의 초대 치안국장(1949) 등으로 계속 승진했다.
1949년 육군 법무장교 중령 임관하여 1950년 한국 전쟁 때는 육군본부 법무감(준장)과 육군본부 계엄사령부 부사령관, 정전위원회 대표 등을 지냈고, 1953년 국방부 차관에 올랐다. 1955년에는 대한민국 육군에서 준장으로 예편하고 제1공화국의 법무부 장관에 취임했으며, 1960년에는 4·19 혁명으로 들어선 허정 과도 정부의 내무부 장관을 지냈다. 5·16 군사 정변으로 제3공화국이 출범하자 1963년 대통령 선거를 앞두고 국민의당 창당에 참여하며 정계에 입문했으며, 4년 뒤인 1967년 역시 대통령 선거를 앞두고 민주공화당에 입당하며 박정희를 지지하였다. 이후 1967년에는 내무부 장관, 1968년에는 법무부 장관에 임명되어 두 장관직을 두 번 씩이나 역임한 인물이 되었으며, 1971년에는 주일본 대사를 지냈다. 주일 대사를 그만둔 뒤 대한적십자사 총재를 지내다가 12·12 군사 반란이 일어나자 국가보위입법회의 의장을 맡았다.
1981년 국정자문위원회 위원에 위촉되었다. 만년에는 1995년 자유민주연합 외교안보행정특임위원 직위를 잠시 역임하였다.
장남인 이동이 서울시립대학교 총장을 지내는 등 5남 1녀가 모두 사회적 성공한 가문으로 유명하다.

## 학력
- 일본 도쿄 제국대학교 법학과 학사(1940년)
- 대한민국 국방대학교 행정학사 1기(1956년)

### 비학위 수료
- 대한민국 경희대학교 명예 법학박사

## 가족 관계
- 아내: 성낙은
- 아들: 이동(1941년 5월 27일 ~ , 서울시립대 도시공학과 교수)
- 딸: 이근(李根, 1942년 10월 10일 ~ , 현 이화여대 의대교수)
- 아들: 이양(주보스턴총영사)
- 아들: 이은(1946년 8월 20일 ~ 서울대 화학부 명예교수)
- 아들: 이단(IMF 경제학박사)
- 아들: 이춘(1957년)(李椿, 1957년 10월 18일 ~ , 현 한양대학교 교수)

## 같이 보기
- 국가보위입법회의